# Funeris
Funeris ist eine 2014 gegründete Funeral-Doom-Band.

## Geschichte
Alejandro Sabransky gegründete Funeris 2014 als Soloprojekt. Der aus Thrash-, Death- und Black-Metal-Bands wie 1917, Bokrug und Ammentia bekannte Musiker schloss noch 2014 einen Vertrag mit Silent Time Noise, wo Funeris nachfolgend Alben veröffentlichte. Insbesondere das Webzine Doom-Metal.com befasste sich häufig mit den Veröffentlichungen der Band und beurteilte die Alben als durchschnittlich bis besonders positiv.

## Stil
Der von Funeris gespielte Musikstil wird als „düster stattlicher“ Funeral Doom „mit einem starken Sinn für Gravitas“ beschrieben. Die Stilvariante sei „nicht besonders überraschend oder bahnbrechend, aber gut ausgeführt“. Funeris nutze melodische Arrangements und sei geprägt von Growling sowie dominantem Gitarren- und Keyboardspiel. Die Rezensenten Ian Morrissey und Riccardo Veronese ziehen Parallelen zur Musik von Skepticism. Morrissey verweist hinzukommend auf Until Death Overtakes Me und Dreams of Dying Stars als Vergleichsgröße.

## Diskografie
- 2014: Waning Light (Album, Silent Time Noise)
- 2015: Funereal Symphonies (Album, Silent Time Noise)
- 2015: Act III: Bitterness (Album, Silent Time Noise)
- 2016: Nocturnes for Grim Orchestra (Album, Silent Time Noise)
- 2016: Ghostly, Gloomy Notes (Album, Silent Time Noise)
- 2017: Dismal Shapes (Album, Silent Time Noise)
- 2018: Baleful Astral Elements (Album, Silent Time Noise)
- 2019: The Exquisiteness of a Dreary Sight (Album, Silent Time Noise)
- 2020: Elegies & Blood (Album, Silent Time Noise)
- 2020: As the Dark lulls (Album, Silent Time Noise)
- 2021: Through Callous Time (Album, Silent Time Noise)